# مري كا رع
'مري كا رع، (بالإنجليزية: Merikare)‏،  هو ملك فرعوني من ملوك الأسرة المصرية التاسعة في عصر الدولة القديمة في الفترة الانتقالية الأولى.

## الوثائق

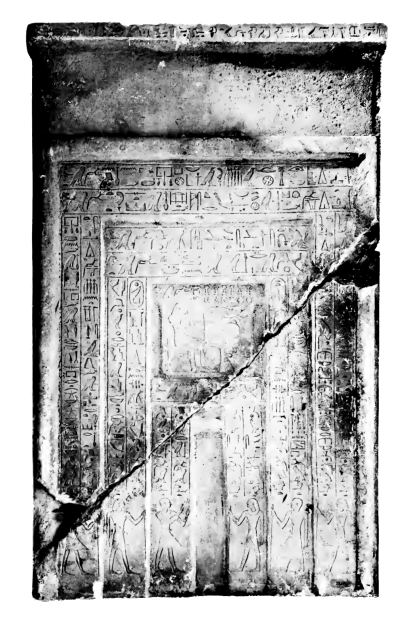
شاهدة يدل على عبادة جنائزية من مري كار رع. وجد في سقارة.

كان مري كا رع من خلاف الوثائق والتعاليم التي وجهها إليه أبوه الفرعون خيتي الأول (والمعروفة باسم "تعاليم موجهة إلى مري كا رع"). وبالرغم من رداءة المخطوط ونقصانه، فإن ذلك لا يمنع من أن ما دون به يعد شيئا نادرا، بل ورائعا. فالأمر هنا لا يتعلق ببعض الحكم العامية أو التقليدية التي تركتها لنا مصر الفرعونية، بل ببحث مبتكر يتعلق بشئون الحكم. فنجد الكاتب يوجه لإبنه سلسلة من النصائح السياسية التي تنبع من تجربته الشخصية وعلى كشف حساب ختامي عن حكمه. فهو يعترف لابنه بما ارتكبه من أخطاء وخاصة عندما نهبت جحافل جنوده المنتصرة مدينة أبيدوس، وينصحه بأن يسود التعايش السلمي بينه وبين الجنوب، أي الإمارات الطيبية، وأن تتصف بأعماله بالإنسانية والرحمة حيال رعاياه البسطاء، لإن الإله الخالق يراقب كيف يسير النظام في العالم الذي فطره، ويجزي البشر على قدر أعمالهم، حتى أعمال الفرعون نفسه. ومن غير المستبعد أن تكون هذه الأعمال مزورة، فمن المحتمل أن مري كا رع قد نسب أفكاره هو لأبيه لتدعيم السياسة الجديدة التي كان يزمع تطبيقها.

## قائمة ملوك الأسرة التاسعة
| الاسم            | ملاحظات                                              |
| ---------------- | ---------------------------------------------------- |
| خيتي الأول       | أول فرعون تولى عرش الأسرة المصرية التاسعة            |
| مري كا رع        | الملك مري كا رع الأول - 2075–2040 ق.م                |
| نفر كا رع الثالث | أو (نفر كا رع نيبي) - يحتل رقم (43) في قائمة أبيدوس. |
| سيتوت            | أو (سينن) - 2160 و 2130 ق.م                          |
| خيتي الثالث      | -                                                    |